# Arjan Xhumba
Arjan Xhumba (Argirocastro, 9 luglio 1968) è un ex calciatore albanese, di ruolo difensore.

## Carriera

### Club
Dopo gli esordi nel Luftëtari, squadra di Argirocastro, città dove è nato e cresciuto, ha giocato principalmente nel campionato greco, e 2 stagione nel campionato cipriota con l'EN Paralimni.

### Nazionale
Vanta 48 presenze con la maglia della nazionale albanese, nella quale ha giocato dal 1989 fino al 2003.

## Statistiche

### Presenze e reti nei club
Statistiche aggiornate al 2 maggio 2005.
| Stagione            | Squadra             | Campionato          | Campionato | Campionato | Coppe nazionali | Coppe nazionali | Coppe nazionali | Coppe continentali | Coppe continentali | Coppe continentali | Altre coppe | Altre coppe | Altre coppe | Totale | Totale |
| Stagione            | Squadra             | Comp                | Pres       | Reti       | Comp            | Pres            | Reti            | Comp               | Pres               | Reti               | Comp        | Pres        | Reti        | Pres   | Reti   |
| ------------------- | ------------------- | ------------------- | ---------- | ---------- | --------------- | --------------- | --------------- | ------------------ | ------------------ | ------------------ | ----------- | ----------- | ----------- | ------ | ------ |
| 1987-1988           | Luftëtari           | KP                  | 0          | 0          | CA              | 0               | 0               | -                  | -                  | -                  | -           | -           | -           | 0+     | 0+     |
| 1988-1989           | Luftëtari           | KD                  | 0          | 0          | CA              | 0               | 0               | -                  | -                  | -                  | -           | -           | -           | 0+     | 0+     |
| 1989-1990           | Luftëtari           | KP                  | 0          | 0          | CA              | 0               | 0               | -                  | -                  | -                  | -           | -           | -           | 0+     | 0+     |
| 1990-1991           | Luftëtari           | KP                  | 0          | 0          | CA              | 0               | 0               | -                  | -                  | -                  | -           | -           | -           | 0+     | 0+     |
| 1991-1992           | Luftëtari           | KD                  | 0          | 0          | CA              | 0               | 0               | -                  | -                  | -                  | -           | -           | -           | 0+     | 0+     |
| Totale Luftëtari    | Totale Luftëtari    | Totale Luftëtari    | 0          | 0          |                 | 0               | 0               |                    | -                  | -                  |             | -           | -           | 0+     | 0+     |
| 1992-1993           | PAS Giannina        | BE                  | 12         | 1          | CG              | 0               | 0               | -                  | -                  | -                  | -           | -           | -           | 12     | 1      |
| 1993-1994           | PAS Giannina        | BE                  | 31         | 0          | CG              | 0               | 0               | CB                 | 2                  | 0                  | -           | -           | -           | 33     | 0      |
| 1994-gen. 1995      | PAS Giannina        | BE                  | 8          | 0          | CG              | 0               | 0               | -                  | -                  | -                  | -           | -           | -           | 8      | 0      |
| gen.-giu. 1995      | Kalamata            | BE                  | 16         | 1          | CG              | 0               | 0               | -                  | -                  | -                  | -           | -           | -           | 16     | 1      |
| 1995-1996           | Kalamata            | AE                  | 30         | 1          | CG              | 0               | 0               | -                  | -                  | -                  | -           | -           | -           | 30     | 1      |
| 1996-1997           | Kalamata            | AE                  | 15         | 1          | CG              | 2               | 0               | -                  | -                  | -                  | -           | -           | -           | 17     | 1      |
| Totale Kalamata     | Totale Kalamata     | Totale Kalamata     | 61         | 3          |                 | 2               | 0               |                    | -                  | -                  |             | -           | -           | 63     | 3      |
| 1997-1998           | Īraklīs             | AE                  | 32         | 1          | CG              | 4               | 0               | -                  | -                  | -                  | -           | -           | -           | 36     | 1      |
| 1998-1999           | EN Paralimni        | AK                  | 24         | 2          | CC              | 0               | 0               | -                  | -                  | -                  | -           | -           | -           | 24     | 2      |
| 1999-gen. 2000      | EN Paralimni        | AK                  | 14         | 4          | CC              | 0               | 0               | -                  | -                  | -                  | -           | -           | -           | 14     | 4      |
| Totale EN Paralimni | Totale EN Paralimni | Totale EN Paralimni | 38         | 6          |                 | 0               | 0               |                    | -                  | -                  |             | -           | -           | 38     | 6      |
| gen.-giu. 2000      | PAS Giannina        | BE                  | 18         | 3          | CG              | 0               | 0               | -                  | -                  | -                  | -           | -           | -           | 18     | 3      |
| 2000-2001           | PAS Giannina        | AE                  | 29+3       | 1+0        | CG              | 3               | 0               | -                  | -                  | -                  | -           | -           | -           | 35     | 1      |
| 2001-2002           | PAS Giannina        | BE                  | 20         | 0          | CG              | 5               | 0               | -                  | -                  | -                  | -           | -           | -           | 25     | 0      |
| ago. 2002           | Partizani Tirana    | KS                  | 0          | 0          | CA              | 0               | 0               | CU                 | 1                  | 0                  | -           | -           | -           | 1      | 0      |
| 2002-2003           | PAS Giannina        | AE                  | 27         | 2          | CG              | 2               | 0               | -                  | -                  | -                  | -           | -           | -           | 29     | 2      |
| 2003-2004           | PAS Giannina        | BE                  | 9          | 0          | CG              | 2               | 0               | -                  | -                  | -                  | -           | -           | -           | 11     | 0      |
| Totale PAS Giannina | Totale PAS Giannina | Totale PAS Giannina | 154+3      | 7+0        |                 | 12              | 0               |                    | 2                  | 0                  |             | -           | -           | 171    | 7      |
| 2004-2005           | Messiniakos         | DE                  | 22         | 0          | CG              | 0               | 0               | -                  | -                  | -                  | -           | -           | -           | 22     | 0      |
| Totale carriera     | Totale carriera     | Totale carriera     | 307+3      | 17+0       |                 | 18              | 0               |                    | 3                  | 0                  |             | -           | -           | 331    | 17     |

### Cronologia presenze e reti in nazionale
| Cronologia completa delle presenze e delle reti in nazionale ― Albania | Cronologia completa delle presenze e delle reti in nazionale ― Albania | Cronologia completa delle presenze e delle reti in nazionale ― Albania | Cronologia completa delle presenze e delle reti in nazionale ― Albania | Cronologia completa delle presenze e delle reti in nazionale ― Albania | Cronologia completa delle presenze e delle reti in nazionale ― Albania | Cronologia completa delle presenze e delle reti in nazionale ― Albania | Cronologia completa delle presenze e delle reti in nazionale ― Albania |
| Data                                                                   | Città                                                                  | In casa                                                                | Risultato                                                              | Ospiti                                                                 | Competizione                                                           | Reti                                                                   | Note                                                                   |
| ---------------------------------------------------------------------- | ---------------------------------------------------------------------- | ---------------------------------------------------------------------- | ---------------------------------------------------------------------- | ---------------------------------------------------------------------- | ---------------------------------------------------------------------- | ---------------------------------------------------------------------- | ---------------------------------------------------------------------- |
| 15-11-1989                                                             | Tirana                                                                 | Albania                                                                | 1 – 2                                                                  | Polonia                                                                | Qual. Mondiali 1990                                                    | -                                                                      |                                                                        |
| 29-1-1992                                                              | Tirana                                                                 | Albania                                                                | 1 – 0                                                                  | Grecia                                                                 | Amichevole                                                             | -                                                                      |                                                                        |
| 7-9-1994                                                               | Cardiff                                                                | Galles                                                                 | 2 – 0                                                                  | Albania                                                                | Qual. Euro 1996                                                        | -                                                                      |                                                                        |
| 16-11-1994                                                             | Tirana                                                                 | Albania                                                                | 1 – 2                                                                  | Germania                                                               | Qual. Euro 1996                                                        | -                                                                      |                                                                        |
| 14-12-1994                                                             | Tirana                                                                 | Albania                                                                | 0 – 1                                                                  | Georgia                                                                | Qual. Euro 1996                                                        | -                                                                      |                                                                        |
| 18-12-1994                                                             | Kaiserslautern                                                         | Germania                                                               | 2 – 1                                                                  | Albania                                                                | Qual. Euro 1996                                                        | -                                                                      |                                                                        |
| 29-3-1995                                                              | Tirana                                                                 | Albania                                                                | 3 – 0                                                                  | Moldavia                                                               | Qual. Euro 1996                                                        | -                                                                      | 69’                                                                    |
| 26-4-1995                                                              | Tbilisi                                                                | Georgia                                                                | 2 – 0                                                                  | Albania                                                                | Qual. Euro 1996                                                        | -                                                                      | 44’                                                                    |
| 6-9-1995                                                               | Tirana                                                                 | Albania                                                                | 1 – 1                                                                  | Bulgaria                                                               | Qual. Euro 1996                                                        | -                                                                      |                                                                        |
| 7-10-1995                                                              | Sofia                                                                  | Bulgaria                                                               | 3 – 0                                                                  | Albania                                                                | Qual. Euro 1996                                                        | -                                                                      |                                                                        |
| 24-4-1996                                                              | Zenica                                                                 | Bosnia ed Erzegovina                                                   | 0 – 0                                                                  | Albania                                                                | Amichevole                                                             | -                                                                      |                                                                        |
| 14-8-1996                                                              | Amarousio                                                              | Grecia                                                                 | 2 – 1                                                                  | Albania                                                                | Amichevole                                                             | -                                                                      | 65’                                                                    |
| 9-10-1996                                                              | Tirana                                                                 | Albania                                                                | 0 – 3                                                                  | Portogallo                                                             | Qual. Mondiali 1998                                                    | -                                                                      |                                                                        |
| 9-11-1996                                                              | Tirana                                                                 | Albania                                                                | 1 – 1                                                                  | Armenia                                                                | Qual. Mondiali 1998                                                    | -                                                                      |                                                                        |
| 7-6-1997                                                               | Porto                                                                  | Portogallo                                                             | 2 – 0                                                                  | Albania                                                                | Qual. Mondiali 1998                                                    | -                                                                      |                                                                        |
| 20-8-1997                                                              | Kiev                                                                   | Ucraina                                                                | 1 – 0                                                                  | Albania                                                                | Qual. Mondiali 1998                                                    | -                                                                      | 46’                                                                    |
| 6-9-1997                                                               | Erevan                                                                 | Armenia                                                                | 3 – 0                                                                  | Albania                                                                | Qual. Mondiali 1998                                                    | -                                                                      |                                                                        |
| 10-9-1997                                                              | Zurigo                                                                 | Albania                                                                | 1 – 0                                                                  | Irlanda del Nord                                                       | Qual. Mondiali 1998                                                    | -                                                                      |                                                                        |
| 11-10-1997                                                             | Hannover                                                               | Germania                                                               | 4 – 3                                                                  | Albania                                                                | Qual. Mondiali 1998                                                    | -                                                                      |                                                                        |
| 21-1-1998                                                              | Adalia                                                                 | Turchia                                                                | 1 – 4                                                                  | Albania                                                                | Amichevole                                                             | -                                                                      | 36’                                                                    |
| 5-9-1998                                                               | Tbilisi                                                                | Georgia                                                                | 1 – 0                                                                  | Albania                                                                | Qual. Euro 2000                                                        | -                                                                      | 87’                                                                    |
| 14-10-1998                                                             | Oslo                                                                   | Norvegia                                                               | 2 – 2                                                                  | Albania                                                                | Qual. Euro 2000                                                        | -                                                                      |                                                                        |
| 18-11-1998                                                             | Scutari                                                                | Albania                                                                | 0 – 0                                                                  | Grecia                                                                 | Qual. Euro 2000                                                        | -                                                                      | 28’                                                                    |
| 10-2-1999                                                              | Tirana                                                                 | Albania                                                                | 2 – 0                                                                  | Macedonia                                                              | Amichevole                                                             | -                                                                      |                                                                        |
| 28-4-1999                                                              | Liepāja                                                                | Lettonia                                                               | 0 – 0                                                                  | Albania                                                                | Qual. Euro 2000                                                        | -                                                                      |                                                                        |
| 5-6-1999                                                               | Scutari                                                                | Albania                                                                | 1 – 2                                                                  | Norvegia                                                               | Qual. Euro 2000                                                        | -                                                                      |                                                                        |
| 9-6-1999                                                               | Scutari                                                                | Albania                                                                | 0 – 1                                                                  | Slovenia                                                               | Qual. Euro 2000                                                        | -                                                                      |                                                                        |
| 18-8-1999                                                              | Lubiana                                                                | Slovenia                                                               | 2 – 0                                                                  | Albania                                                                | Qual. Euro 2000                                                        | -                                                                      |                                                                        |
| 4-9-1999                                                               | Scutari                                                                | Albania                                                                | 3 – 3                                                                  | Lettonia                                                               | Qual. Euro 2000                                                        | -                                                                      |                                                                        |
| 6-10-1999                                                              | Atene                                                                  | Grecia                                                                 | 2 – 0                                                                  | Albania                                                                | Qual. Euro 2000                                                        | -                                                                      |                                                                        |
| 9-10-1999                                                              | Scutari                                                                | Albania                                                                | 2 – 1                                                                  | Georgia                                                                | Qual. Euro 2000                                                        | -                                                                      |                                                                        |
| 26-4-2000                                                              | Prilep                                                                 | Macedonia                                                              | 1 – 0                                                                  | Albania                                                                | Amichevole                                                             | -                                                                      | 46’                                                                    |
| 15-8-2000                                                              | Tirana                                                                 | Albania                                                                | 0 – 0                                                                  | Cipro                                                                  | Amichevole                                                             | -                                                                      |                                                                        |
| 2-9-2000                                                               | Helsinki                                                               | Finlandia                                                              | 2 – 1                                                                  | Albania                                                                | Qual. Mondiali 2002                                                    | -                                                                      |                                                                        |
| 11-10-2000                                                             | Scutari                                                                | Albania                                                                | 2 – 0                                                                  | Grecia                                                                 | Qual. Mondiali 2002                                                    | -                                                                      | 65’ 73’                                                                |
| 15-11-2000                                                             | Tirana                                                                 | Albania                                                                | 3 – 0                                                                  | Malta                                                                  | Amichevole                                                             | -                                                                      | 74’                                                                    |
| 24-3-2001                                                              | Leverkusen                                                             | Germania                                                               | 2 – 1                                                                  | Albania                                                                | Qual. Mondiali 2002                                                    | -                                                                      |                                                                        |
| 28-3-2001                                                              | Scutari                                                                | Albania                                                                | 1 – 3                                                                  | Inghilterra                                                            | Qual. Mondiali 2002                                                    | -                                                                      |                                                                        |
| 2-6-2001                                                               | Candia                                                                 | Grecia                                                                 | 1 – 0                                                                  | Albania                                                                | Qual. Mondiali 2002                                                    | -                                                                      |                                                                        |
| 6-6-2001                                                               | Tirana                                                                 | Albania                                                                | 0 – 2                                                                  | Germania                                                               | Qual. Mondiali 2002                                                    | -                                                                      | 46’                                                                    |
| 1-9-2001                                                               | Scutari                                                                | Albania                                                                | 0 – 2                                                                  | Finlandia                                                              | Qual. Mondiali 2002                                                    | -                                                                      |                                                                        |
| 5-9-2001                                                               | Newcastle upon Tyne                                                    | Inghilterra                                                            | 2 – 0                                                                  | Albania                                                                | Qual. Mondiali 2002                                                    | -                                                                      |                                                                        |
| 13-2-2002                                                              | Hesperange                                                             | Lussemburgo                                                            | 0 – 0                                                                  | Albania                                                                | Amichevole                                                             | -                                                                      | 46’                                                                    |
| 27-3-2002                                                              | Tirana                                                                 | Albania                                                                | 1 – 0                                                                  | Azerbaigian                                                            | Amichevole                                                             | -                                                                      |                                                                        |
| 17-4-2002                                                              | Andorra La Vella                                                       | Andorra                                                                | 2 – 0                                                                  | Albania                                                                | Amichevole                                                             | -                                                                      | 33’                                                                    |
| 12-10-2002                                                             | Scutari                                                                | Albania                                                                | 1 – 1                                                                  | Svizzera                                                               | Qual. Euro 2004                                                        | -                                                                      |                                                                        |
| 16-10-2002                                                             | Volgograd                                                              | Russia                                                                 | 4 – 1                                                                  | Albania                                                                | Qual. Euro 2004                                                        | -                                                                      |                                                                        |
| 12-2-2003                                                              | Bastia Umbra                                                           | Albania                                                                | 5 – 0                                                                  | Vietnam                                                                | Amichevole                                                             | -                                                                      | 46’                                                                    |
| Totale                                                                 |                                                                        | Presenze                                                               | 48                                                                     |                                                                        | Reti                                                                   | 0                                                                      |                                                                        |

| Cronologia completa delle presenze e delle reti in nazionale (Partite non ufficiali) ― Albania | Cronologia completa delle presenze e delle reti in nazionale (Partite non ufficiali) ― Albania | Cronologia completa delle presenze e delle reti in nazionale (Partite non ufficiali) ― Albania | Cronologia completa delle presenze e delle reti in nazionale (Partite non ufficiali) ― Albania | Cronologia completa delle presenze e delle reti in nazionale (Partite non ufficiali) ― Albania | Cronologia completa delle presenze e delle reti in nazionale (Partite non ufficiali) ― Albania | Cronologia completa delle presenze e delle reti in nazionale (Partite non ufficiali) ― Albania | Cronologia completa delle presenze e delle reti in nazionale (Partite non ufficiali) ― Albania |
| Data                                                                                           | Città                                                                                          | In casa                                                                                        | Risultato                                                                                      | Ospiti                                                                                         | Competizione                                                                                   | Reti                                                                                           | Note                                                                                           |
| ---------------------------------------------------------------------------------------------- | ---------------------------------------------------------------------------------------------- | ---------------------------------------------------------------------------------------------- | ---------------------------------------------------------------------------------------------- | ---------------------------------------------------------------------------------------------- | ---------------------------------------------------------------------------------------------- | ---------------------------------------------------------------------------------------------- | ---------------------------------------------------------------------------------------------- |
| 6-9-2002                                                                                       | Kosovska Mitrovica                                                                             | Kosovo                                                                                         | 0 – 1                                                                                          | Albania                                                                                        | Amichevole                                                                                     | -                                                                                              |                                                                                                |
| Totale                                                                                         |                                                                                                | Presenze                                                                                       | 1                                                                                              |                                                                                                | Reti                                                                                           | 0                                                                                              |                                                                                                |